# Donici
Donici è un comune della Moldavia situato nel distretto di Orhei, di 1.658 abitanti al censimento del 2004. Ha dato i natali allo scrittore romeno Alecu Donici.

## Località
Il comune è formato dall'insieme delle seguenti località (popolazione 2004):
- Donici (602 abitanti)
- Camencea (956 abitanti)
- Pocşeşti (100 abitanti)